# Psycholinguistische Analyse kindlicher Sprechstörungen
Psycholinguistische Analyse kindlicher Sprechstörungen (PLAKSS) ist ein speziell für die deutsche Sprache entwickeltes Verfahren zur Diagnose von kindlichen Sprechstörungen. Es wurde 2002 von Annette V. Fox-Boyer entwickelt. Der Test orientiert sich am Klassifikationsmodell von Barbara Dodd (1995). Er gilt als hilfreich für die genaue Einschätzung des physiologischen Sprachentwicklungsstandes des Kindes. Ebenso wird er für eine spätere Therapieplanung angewendet.

## Hintergrund
PLAKSS beruht auf zwei Untersuchungen zur Sprechentwicklung: Zum einen auf einer Studie, die monolinguale deutschsprachige Kinder im Alter von einem Jahr und sechs Monaten bis sechs Jahren untersuchte, zum anderen auf einer weiteren Studie zur Klassifikation der kindlichen Sprechstörungen. Auch diese Studien orientierten sich an den von Barbara Dodd beschriebenen Untergruppen.
Anhand der dort gewonnenen Daten ist es möglich zu entscheiden, ob ein Kind dem physiologischen Entwicklungsverlauf folgt oder ob eine Sprachentwicklungsverzögerung vorliegt.

## Aufbau
Das Testmaterial besteht aus zwei Teilen:
- Teil 1: Benennung von 99 Bildern und 25-Wörter-Test zur Lautkonsequenz
- Teil 2: Protokoll- und Auswertungsbögen

Es obliegt dem Tester, welche Bögen, die in Tabellenform zur Verfügung stehen, er dabei verwendet. Des Weiteren ist es mit diesen Bögen möglich, den Behandlungserfolg in einzelnen Bereichen dargestellt werden kann.
- Tabelle 1: Protokollbogen zum Prozess- und Lautbefund
- Tabelle 2: Protokollbogen 25-Wörter-Test
- Tabelle 3: Screeningbogen zum Sprechentwicklungsstand
- Tabelle 4: Auswertungsbogen physiologische phononologische Prozesse
- Tabelle 5: Auswertungsbogen idiosynkratische phononologische Prozesse
- Tabelle 6: Auswertungsbogen zur Feststellung des phonetischen Inventars
- Tabelle 7: Auswertungsbogen zur Feststellung des phonemischen Inventars
- Tabelle 8: Auswertungsbogen zur Überprüfung der Konsonantenverbindung
- Tabelle 9: Auswertungsbogen zur Silbenstrukturanalyse
- Tabelle 10: Darstellungsbogen des Behandlungsstandes bezüglich des phonetischen Inventars
- Tabelle 11: Darstellungsbogen des Behandlungsstandes bezüglich des phonemischen Inventars
- Tabelle 12: Darstellungsbogen bezüglich der Lautbildungskonsequenz

## Durchführung
Beim Bilderbenennungstest wird das Kind gebeten, die 99 Items des Hauptmaterials einzeln zu benennen. Sollte das Kind ein Bild nicht erkennen oder benennen können, so ist es dem Untersucher erlaubt, mit einem Lückentext zu helfen. Der Tester sollte die Äußerungen des Kindes phonetisch transkribiert notieren und zusätzlich noch eine Tonaufnahme während der gesamten Durchführung machen. Durch diesen Test sind eine phonologische Prozessanalyse sowie weitere linguistische Analysen möglich.
Der 25-Wörter-Test besteht aus Items, die alle im Bilderbenennungstest schon vorhanden sind. Ziel dieses Tests ist es, die Konsequenz der phonologischen Aussage zu überprüfen. Daher werden innerhalb der Untersuchungsstunde diese 25 Items noch zweimal benannt und in Tabelle 12 eingetragen. Das Material des 25-Wörter-Tests dient auch als Screeningverfahren. Die Durchführungszeit des Hauptmaterials beträgt etwa 10–20 Minuten. Der 25-Wörter-Test benötigt schließlich noch weitere 10 Minuten.

## Ziel
Der Test richtet sich an Logopäden und andere Sprachtherapeuten, die mit sprechgestörten Kindern arbeiten. Ziel des Tests ist es, den Sprechstatus eines Kindes zu ermitteln, sowohl zur Erstdiagnostik, als auch anschließend zu einer Verlaufsdiagnostik. PLAKSS ist für beides einsetzbar und beinhaltet auch Untersuchungsbögen, bei denen Therapieverlauf und Fortschritte eintragen werden können.

## Theoretische Grundlagen
Früher wurden Sprechstörungen ausschließlich aus Sicht der Artikulation erklärt und hatten daher auch den Terminus „funktionelle Artikulationsstörung“. In den letzten Jahren ist die Perspektive der phonologischen Theorien als Grundstock für kindliche Sprechstörungen in der Forschung stärker bevorzugt worden. Auch aufkommende phonologische Theorien, wie die „Generative Phonologie“ und die „Natürliche Phonologie“ beschäftigen sich immer mehr mit kindlichen Aussprachstörungen. Des Weiteren behandeln kognitivistische, neuropsychologische und psycholinguistische Modelle Sprechstörungen. Das Klassifikationsmodell nach Dodd zum Beispiel ist ein psycholinguistisches Modell, das sich auf Störungsebenen des Sprachverarbeitungsprozesses stützt. Da man sich auf die Beschreibung spezifischer Störungsebenen spezialisiert, kann nach sorgfältiger Diagnose und Klassifizierung ein individuelles Trainingsprogramm erstellt werden. Nach Dodd gibt es vier verschiedene Untergruppen von Sprechstörungen, die mittels des PLAKSS überprüft werden:
- Artikulationsstörung
- verzögerte phonologische Entwicklung
- Konsequente phonologische Störung
- Inkonsequente phonologische Störung

## Therapieansätze
Mittels der unterschiedlichen Testbögen können die jeweiligen Störungen festgestellt werden, die eine unterschiedliche Therapie verlangen.

### Artikulationsstörung
Eine Artikulationsstörung kennzeichnet sich in der Regel dadurch, dass das Problem des sprachlichen Defizits nicht phonologischer Natur ist. Die Ursachen können eine eingeschränkte Mundmotorik durch z. B. eine myofunktionelle Störung sein, die Angewöhnung einer inkorrekten Artikulationsstelle, oder ein eingeschränktes Hörvermögen und daraus resultierende Schwierigkeiten beim Differenzieren der Laute. Eine mögliche Therapieform ist die klassische Lauttherapie, wobei auf die jeweiligen Störungsursachen eingegangen werden muss.

### Phonologische Verzögerung
Kinder mit phonologischer Verzögerung sind, wie der Name schon besagt, in ihrer Sprachentwicklung nicht so weit fortgeschritten wie Gleichaltrige. Die phonologischen Prozesse sind qualitativ der physiologischen Entwicklung angepasst, jedoch vom Alter her verzögert oder untypisch.
Als Therapie würde sich die klassische Artikulationstherapie in Kombination mit der phonologischen Therapie eignen. Laute mit gleichen Merkmalen, die falsch gebildet werden, sollten nicht isoliert behandelt werden, sondern gemeinsam. Neigt ein Kind beispielsweise zu Fronting, so sollte an der Wahrnehmung von vorne und hinten am Gaumen gearbeitet werden. Weiters sollten die Kinder lernen, die jeweiligen Phoneme in unterschiedlichen Lautumgebungen unterscheiden zu können – hier ist die Isolation der Laute von Bedeutung.

### Konsequente phonologische Störung
Bei einer konsequenten phonologischen Störung liegen Defizite in der phonologischen Bewusstheit vor. Die phonologischen Prozesse entsprechen nicht der physiologischen Entwicklung. Diese Prozesse sind regelmäßig, also kommen konsequent vor. Als Beispiel kann hier der regelmäßige Prozess von Rückverlagerungen genannt werden. Die Therapie muss folglich auch auf einer metalinguistischen Ebene stattfinden. Therapieansätze können sein:
- Reimerkennen und Reimproduktion
- Alliterationswahrnehmung und Produktion
- Segmentierung von Sätzen, Wörtern, Silben und Lauten
- das Arbeiten mit Minimalpaaren

Ziel der Therapie sollte sein, dem Kind die Unterscheidung der einzelnen Phoneme bewusst zu machen.

### Inkonsequente phonologische Störung
Diese Art von Störung stellt den schwierigsten Fall in Bezug auf die Therapie dar, da die Lautproduktion inkonsequent oder unregelmäßig ist. Das heißt, dass die Kinder ein und dasselbe Wort immer unterschiedlich realisieren. Eine geeignete Therapieform ist die „Kern-Vokabular-Therapie“ („Core-Vocabulary-Therapy“), bei der 10 für das Kind wichtige Wörter ausgesucht werden, die es solange immer wieder sagen beziehungsweise nachsprechen muss, bis die Aussprache konsequent ist. Je nach Erfolg wird die Anzahl der Wörter erhöht bis ein gewisser Grad an Konsequenz erreicht wird. Anschließend folgt meistens eine phonologische Therapie.

## Veränderung von der PLAKSS auf die PLAKSS-II
Das Grundprinzip des Verfahrens ist auch in der PLAKSS-II erhalten geblieben. Die PLAKSS-II identifiziert Aussprachestörungen bei Kindern besser aber nicht anders als mit der PLAKSS. Das Testmaterial der PLAKSS-II ist übersichtlicher geworden und das Bildmaterial wurde neu zusammengestellt, sodass die PLAKSS-II eindeutiger ist als zum Vorgänger. Der Bilderbenenntest besteht aus 96 Items, die mit 88 Bildern überprüft werden können. Bei der Wörterauswahl, die vor allem die Silbenstruktur und die Wortbetonungsstruktur des Deutschen berücksichtigt, wurden weitere Kriterien herangezogen. Der zentrale Verlauf in der physiologischen Entwicklung bei Kindern sowie die zentralen pathologischen Veränderungen können mit deutlich mehr Items überprüft werden. Die PLAKSS-II ist vom Material stärker an die phonologische Entwicklung und phonologischen Pathologien angepasst. Es gibt von der PLAKSS-II erstmals eine Version für Österreich und die Schweiz. Die Bildkarten und die Protokollbögen wurden für Österreich und die Schweiz angepasst.